# Grenspark Kalmthoutse Heide
Grenspark Kalmthoutse Heide (ook vaak in zijn geheel De Kalmthoutse Heide genoemd) is een natuurpark  op de grens van de Nederlandse provincie Noord-Brabant en de Belgische provincie Antwerpen,  Het grensoverschrijdende park is ingesteld in 2001 en heeft een totale oppervlakte van ongeveer  60 km².
In Nederland heeft het de status van nationaal park.

## Locatie
Het grenspark ligt op het grondgebied van de gemeenten Woensdrecht, Kalmthout, Stabroek en Essen. Het ligt even ten oosten van de Brabantse Wal, de overgang van het lage Zeeuwse land en de hogere zandgronden van Brabant.
Het zwaartepunt van het park ligt in Vlaanderen met het drukbezochte Staatsreservaat de Kalmthoutse Heide. Het Nederlandse deel is rustiger. In het gebied liggen enkele landbouwenclaves met weilanden.
Het grenspark ligt in een gebied dat zijn huidige vorm heeft gekregen aan het einde van de laatste ijstijd. Toen voerden de westenwinden grote hoeveelheden zand aan. Daardoor werden duinen gevormd, die – zolang het zand niet werd vastgehouden door begroeiing – naar het oosten wandelden. Vanaf de Brabantse Wal strekt dit duingebied zich 25 km naar het oosten uit. 
Het nationaal park is door die duinen reliëfrijk.
In het Vlaamse deel van het park is meer heide en stuifzand bewaard gebleven. Het Nederlandse deel is vanaf het eind van de negentiende eeuw voor een groot deel met naaldbomen beplant. Hier wordt een deel van dat bos gekapt om de open terreinen aan beide zijden van de grens beter met elkaar te verbinden.
De vennen in het gebied zijn ontstaan doordat op sommige plaatsen het zand weer werd weggestoven tot aan het grondwater. Er zijn ook vennen, die hun oorsprong vonden in het afgraven van veen of zandwinning.

## Natuur
Het grenspark is een afwisselend gebied met bos, heide, stuifduinen en een groot aantal vennen. De verscheidenheid in planten en dieren in het gebied is groot. Bij de vennen en op de heidevelden wordt een groot aantal soorten libellen en waterjuffers aangetroffen. Andere insecten in het park zijn loopkevers, mierenleeuwen en grijze zandbijen.
De vennen zijn ook van belang voor diverse soorten amfibieën, waaronder de heikikker, die onder andere bij het Kriekelaarsven te vinden is. In de stuifzandgebieden komen ook rugstreeppadden voor.
Van de vogelwereld van het nationaal park zijn de geoorde futen het vermelden waard. Ze zijn vooral op de grotere vennen te vinden. Voor de drogere heidegebieden zijn de boomleeuwerik en de nachtzwaluw bijzondere soorten. In 2007 broedden er ongeveer 80 paartjes. Daarmee is het een van de grootste populaties van Nederland en België.
Er zijn plannen om in het gebied gelegen landbouwenclaves tot natte graslanden om te vormen. Daarmee zou het gebied aantrekkelijker moeten worden voor kieviten, tureluurs, wulpen en grutto's.
Op sommige vochtige open plaatsen groeit dophei, veenpluis en beenbreek.

## Samenwerking
Grenspark Kalmthoutse Heide is een samenwerkingsverband tussen de verschillende eigenaren en beheerders in het gebied.

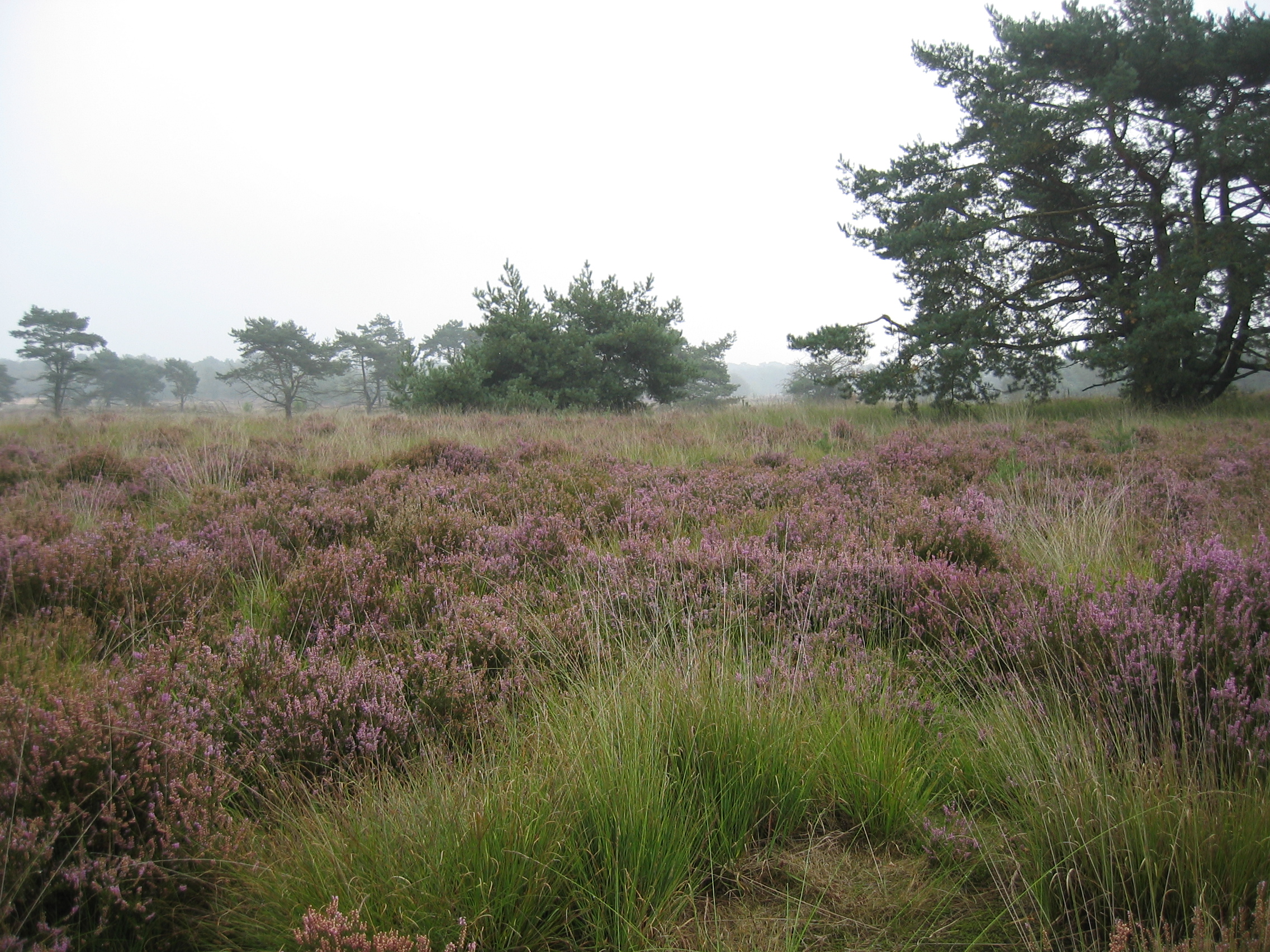
Kalmthoutse heide

De gebieden in het park zijn in eigendom van het Agentschap voor Natuur en Bos (Vlaamse overheid), Natuurpunt, Natuurmonumenten, Staatsbosbeheer (Nederlandse overheid), Evides,  de omliggende gemeenten en een groot aantal particuliere eigenaren.
Het grenspark is op initiatief van de Benelux Economische Unie opgericht als eerste grensoverschrijdend natuurpark. De oprichting illustreert het toenemende belang van natuur en milieu in internationaal verband.
De beheerders en eigenaren, zowel overheden als particulieren, werken gezamenlijk aan natuur- en waterbeheer. Daarbij worden recreatie, voorlichting en educatie niet vergeten.
Het bezoekerscentrum De Vroente, tevens natuureducatiecentrum, bevindt zich in Kalmthout.
De Alde Feanen · De Biesbosch · Drentsche Aa · Drents-Friese Wold · Duinen van Texel · Dwingelderveld · De Groote Peel · De Hoge Veluwe · Lauwersmeer · De Loonse en Drunense Duinen · De Maasduinen · De Meinweg · Nieuw Land · Oosterschelde · Sallandse Heuvelrug · Schiermonnikoog · Utrechtse Heuvelrug · Van Gogh · Veluwezoom · Weerribben-Wieden · Grenspark Kalmthoutse Heide · Zuid-Kennemerland